# Бокіньєні
Бокіньєні (ісп. Boquiñeni) — муніципалітет в Іспанії, у складі автономної спільноти Арагон, у провінції Сарагоса. Населення — 995 осіб (2010).
Муніципалітет розташований на відстані близько 260 км на північний схід від Мадрида, 37 км на північний захід від Сарагоси.
На території муніципалітету розташовані такі населені пункти: (дані про населення за 2010 рік)
- Бокіньєні: 991 особа
- Альто-Дон-Дієго: 0 осіб
- Ель-Кальваріо: 4 особи
- Каміно-дель-Посуело: 0 осіб
- Сан-Мігель: 0 осіб

## Демографія
Динаміка населення (INE ):